# La tormenta del siglo (película)
La tormenta del siglo (título original: Storm of the Century) es una película para televisión estadounidense-canadiense de 1999, escrita por Stephen King, dirigida por Craig R. Baxley y protagonizada por Colm Feore, Casey Siesmazcko, Tim Daly, Debrah Farentino y Jeffrey DeMunn. Fue ganadora de varios Premios Emmy el año 1999.

## Argumento
Little Tall es una isla que se encuentra en las costas de Maine. Un lugar con una larga historia y con un pasado verdaderamente turbio. Cada uno de los habitantes del pueblo, desde el alcalde, hasta el mendigo más insignificante, esconden oscuros secretos que son, a fin de cuentas, la razón de ser del por qué se desata un aire de miedo en el pueblo. Todo comienza una tarde de crudo invierno de 1989. Los meteorólogos han pronosticado una fuerte tormenta que azotará la isla y a la que llaman "la tormenta del siglo" debido a su gran proporción. Paralelamente, una anciana es encontrada ferozmente asesinada en el interior de su casa. Y por último una horrible palabra es descubierta en una lancha de motor: CROATOAN. 
La gente de la isla descubre que esa tormenta trae también algo que ellos nunca antes han visto, algo que los paraliza completamente, algo que trae barbaridad y muerte. Todo se inicia cuando encuentran a un extraño personaje que por alguna razón desconocida, conoce la vida y secretos de cada uno de los habitantes.  Los perturba así con su sola presencia, sobre todo con esa petición, que hace insistentemente a la gente del pueblo: «Dadme lo que quiero y me marcharé».
Este personaje se llama Linoge y es el hombre que asesinó a la anciana. Al ser capturado por el policía del pueblo no opone resistencia alguna y es encerrado en la cárcel, que es solo una pequeña y débil celda que hay en el supermercado local. A partir de entonces empiezan a ocurrir muertes muy extrañas y todas están relacionadas con un elemento, el bastón de Linoge con cabeza de lobo, que de alguna manera pone a las personas que lo ven a las órdenes de Linoge, y que los obliga a suicidarse horriblemente o a matar a quienes les son queridos. Esto ocurre numerosas veces y siempre en los cuerpos de las víctimas vemos la misma frase: "Dadme lo que quiero y me marcharé". Anderson, el policía local, se pregunta por ello, lo que este monstruo quiere. 
Cuando la tormenta empieza a tomar fuerza los habitantes de la isla son convocados al ayuntamiento para protegerse y es entonces cuando ocurre algo muy importante, Michael decide dejar el supermercado donde está Linoge para ir al ayuntamiento y ver si necesitan algo, aunque lo que más desea es ver como está su esposa Molly y su hijo Ralphie. Deja entonces al prisionero a cargo de su amigo Hatch y otros hombres incluido el alcalde de la ciudad. Estos deciden cuidar al prisionero por parejas y, cuando es el turno del alcalde, Linoge empieza a hablarle con la voz de su madre y a culparlo de dejarla morir sola, el alcalde se desespera y ninguno de los otros se dan cuenta de que está apuntando a Linoge con un arma, Linoge se levanta y alza el catre, debajo está su bastón, lo levanta en el aire y una luz azul cubre toda la habitación, es entonces cuando vemos a Linoge como realmente es, un anciano mago cuyo bastón es su arma mágica más poderosa, tiene un largo pelo blanco y cuando abre los ojos nos percatamos de que ahí no hay ojos, tan solo están las cuencas vacías cubiertas de negrura. Entonces la celda se cae y Linoge escapa.
Los guardianes regresan al ayuntamiento donde le dan a Michael las malas noticias. Entonces de alguna manera todo el pueblo lentamente se va quedando dormido y tienen el mismo sueño: se ven a todos en fila, controlados por Linoge lanzándose al mar con sus niños en brazos. Cuando despiertan se percatan de que faltan algunos de ellos. Después llega una de las desaparecidas, las otras están muertas, ella ha estado con Linoge y este le ha dado un mensaje, vendrá esa noche y les dirá solo una vez qué es lo que quiere. Luego los niños han estado jugando en el sótano y de repente todos todos se detienen a mirar algo, al otro lado de la habitación está el bastón de Linoge. Los niños corren como encantados hacia él y, cuando lo tocan, caen inconscientes.
Una hora más tarde, toda la isla está reunida en una sala, los niños inconscientes están a un lado, todos esperan una cosa, la llegada de Linoge. De repente este entra por la puerta, se le ve joven de nuevo y lleva su bastón en la mano, camina lentamente hacia el centro de la sala donde todos pueden verlo y dice que es un ser muriente, que quiere un niño y que morirán todos si no se lo dan. Les da media hora para decidir el camino que quieren coger al respecto..
Entonces se va y tras una corta discusión todos los habitantes de la isla, intimidados por su poder y su capacidad de violencia en provecho de su propósito, están de acuerdo en decirle que si, pues dicen que prefieren a sus hijos vivos con él que muertos. Sin embargo Michael está completamente en desacuerdo y trata de convencerlos de que ese hombre es un monstruo y que él no va a darle a su hijo, pero su esposa Molly está de acuerdo con los demás y todos lo obligan a ceder al respecto. Entonces él se resigna a lo venidero con una furia y tristeza sin límites hacia Molly.
Linoge regresa y pregunta cuál fue su decisión. Todos menos Michael dicen que si. Entonces Linoge saca una funda y pide a los padres de los niños que se acerquen. Todos menos Michael lo hacen. Les explica que en la funda hay una piedra para cada niño, todas son blancas menos una que es negra. El padre que saque esta piedra tendrá que darle su hijo o hija a Linoge. Uno por uno van sacando las piedras y todas son blancas, al final solo quedan Molly y Hatch. Los dos abren luego las manos y Molly resulta tener la piedra negra. Empieza a llorar y entonces se da cuenta de lo equivocada que estuvo. Linoge se acerca a Ralphie, lo toma en sus brazos, y se lo lleva volando sin que nadie pueda impedírselo. 
Michael se separa de Molly por ello y se va para siempre de la isla. Mientras que vuelve a sus estudios, la gente de la isla está siendo perseguida por los acontecimientos hasta el punto que ocurren varias muertes por ello. Nueve años más tarde él se ha vuelto un miembro del FBI trabajando en San Francisco. Está saliendo del supermercado cuando ve que un niño y un adulto van caminando por la calle. Michael se da cuenta de que son Ralphie y Linoge, que Ralphie lo rechaza ya que se ha vuelto como Linoge. El acontecimiento lo refuerza en su decisión de romper con Molly y la isla, que se convierten para él más y más en un distante recuerdo.

## Reparto
- Timothy Daly como Mike Anderson.
- Colm Feore como André Linoge.
- Debrah Farentino como Molly Anderson.
- Casey Siemaszko como Alton Hatcher.
- Jeffrey DeMunn como Robbie Beals.
- Julianne Nicholson como Cat Withers.
- Dyllan Christopher como Ralphie Anderson.
- Becky Ann Baker como Úrsula Godsoe.
- Spencer Breslin como Donny Beals.
- Skye McCole Bartusiak como Pippa Hatcher.

## Producción
El guion de la miniserie fue escrito por Stephen King expresamente para la televisión, y fue publicado por Pocket Books, justo antes de la emisión inicial de tormenta del siglo por la cadena ABC. El rodaje se hizo en Canadá y en los Estados Unidos (Maine y San Francisco). Es una producción de terror, que, aunque fue emitida en los Estados Unidos en forma de miniserie, en España se estrenó como un largometraje de más de tres horas de duración.

## Recepción
La película se estrenó en los Estados Unidos el 14 de febrero de 1999. En su estreno tuvo un importante éxito de audiencia en los Estados Unidos. Según SSSM, la miniserie tiene un buen clima de suspense y hay muy buenas actuaciones. Según Klownsasesinos la película es una magnífica historia de suspense y terror, que, a pesar de sus más de cuatro horas de duración, en ningún momento pierde el interés, y la intriga se hace más inquietante, con un final sorprendente a la vez que trágico.

## Premios
- Premios Emmy (1999): Un Premio y Una Nominación
- Premios Arios (1999): Una Nominación
- Premios OFTA (1999): 5 Nominaciones
- Premios Saturn (2000): Un Premio y Una Nominación
- Premios IHG (2000): Un Premio
- Premios Golden Reel (2000): 2 Nominaciones